# Cueva de El Salitre

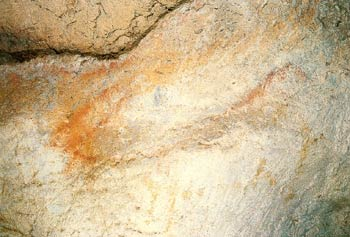
Cueva de El Salitre, Cantabria, España. Arte rupestre paleolítico solutrense.

La cueva de El Salitre es una cueva situada en el término municipal de Miera, en Cantabria (España). Su hallazgo lo realizó Lorenzo Sierra en 1903. La cueva, situada en la localidad de Ajanedo, tiene categoría de zona arqueológica, y se han hallado niveles azilienses, magdalenienses, solutrenses y auriñacienses. En el interior se han encontrado restos fósiles de un oso y varias pinturas rupestres. El Salitre II es una reproducción de esta cueva y se puede visitar.